# Petr Nečas
Petr Nečas (Uherské Hradiště, República Checa, 19 de noviembre de 1964) es un político checo que ocupó el cargo de líder del Partido Democrático Cívico y el de primer ministro de la República Checa.
Petr Nečas nació en la ciudad de Uherské Hradiště, en ese entonces parte de la desaparecida Checoslovaquia y hoy día parte de la Región de Zlín de la República Checa, el 19 de noviembre de 1964.
Desde 1979 hasta 1983 Nečas estudió en la Escuela Secundaria de Uherské Hradiště; en 1988 él se graduó en la Facultad de Ciencias de la Universidad Masaryk en Brno especializándose en física, y el mismo año fue galardonado con un doctorado en ciencias naturales por su obra de física del plasma.
Después de cumplir el servicio militar obligatorio entre 1988 y 1989 en Prostějov, trabajó en la ciudad de Rožnov pod Radhoštěm de tecnólogo, experimentalista y desarrollador en la Compañía Tesla Rožnov hasta 1992.
Nečas está casado con Radka Nečasová y tiene cuatro hijas.

## Carrera política
Desde el año 1991 Nečas es miembro del Partido Democrático Cívico (ODS por sus siglas en checo), un partido político conservador de centroderecha y uno de los dos más grandes del país; ese mismo año que ingresó al partido, Nečas se hizo miembro del Consejo Distrital del ODS en Vsetín. Desde junio de 1992 él ha sido diputado del Parlamento de la República Checa; con el actual, Nečas ha sido elegido para seis períodos consecutivos como diputado (en al menos una ocasión en ese tiempo las elecciones fueron adelantadas).
En septiembre de 1995 Nečas es nombrado Viceministro Primero de Defensa, cargo que ocupa hasta julio de 1996. Desde 1999 y hasta el 2010 él fue Vicepresidente del Partido Democrático Cívico, y en el 2002 perdió la elección interna para líder del partido ante Mirek Topolánek por solo dos votos. Entre 2004 y 2006 fue el vicepresidente Primero del partido.
Desde el 4 de septiembre del 2006 hasta el 8 de mayo del 2009 Nečas fue vice primer ministro y ministro de Trabajo y Asuntos Sociales en el segundo gobierno de Mirek Topolánek.

## Primer ministro
Debido a la renuncia de Topolánek como líder parlamentario del partido el 1 de abril del 2010, Nečas se convirtió en el líder interino del partido y el 13 de abril asumió formalmente los poderes de presidente del Partido Democrático Cívico hasta que se celebrara el siguiente congreso del partido que debía elegir un líder definitivo. En su condición de líder temporal debió encabezar la candidatura del partido para las elecciones parlamentarias del 28 y 29 de mayo del 2010.
En esas elecciones para elegir la Cámara de Diputados de la República Checa (la Cámara Baja del parlamento checo) el Partido Democrático Cívico de Nečas obtuvo el segundo lugar en los resultados, al conseguir 1.057.792 votos populares equivalentes al 20,22% del total de los sufragios, y ganar así 53 diputados. El primer lugar fue para el Partido Socialdemócrata Checo liderado por el ex primer ministro Jiří Paroubek, que obtuvo 1.155.267 sufragios, equivalentes al 22,08% de los votos, y 56 diputados.
Sin embargo, el Partido Socialdemócrata quedó muy lejos de la mayoría absoluta de 101 diputados necesaria para elegir a su candidato como primer ministro y así formar gobierno, y además otros partidos de centroderecha obtuvieron resultados que les permitían formar gobierno junto al Partido Democrático Cívico.
El TOP 09, un partido de centroderecha encabezado por el en ese entonces exministro de asuntos exteriores Karel Schwarzenberg (después ministro de Asuntos Exteriores en el gobierno de Nečas), llegó en tercer lugar y obtuvo 873.833 votos equivalentes al 16,70% del total y 41 diputados; y Asuntos Públicos, otro partido de centroderecha liderado por Radek John, llegó en quinto lugar al obtener 569.127 sufragios equivalentes al 10,88% y 24 diputados. Estos dos partidos, sumados al Partido Democrático Cívico de Nečas, suman 118 diputados que eran más que suficientes para elegir primer ministro al candidato propuesto por los tres.
Por el contrario, el Partido Socialdemócrata sólo podía sellar una alianza con el Partido Comunista de Bohemia y Moravia de Vojtěch Filip que llegó en cuarto lugar y obtuvo 589.765 votos que equivalen al 11,27% del total y 26 diputados; por lo que entre los dos sólo suman 82 diputados y se quedan muy lejos de la mayoría absoluta.
Los tres partidos de derecha se apresuraron a firmar un principio de acuerdo y por eso el 4 de junio del 2010 el entonces Presidente de la República Checa Václav Klaus le encargó a Petr Nečas las negociaciones para formar gobierno como posible futuro primer ministro, para lo que disponía de dos semanas. Este hecho y la elección de Nečas como líder titular de su Partido Democrático Cívico en un Congreso de la organización política donde obtuvo los votos del 87% de los delegados del Congreso, lo convirtió en la práctica en el primer ministro electo.
El 28 de junio del 2010 Petr Nečas fue nombrado formalmente primer ministro por el presidente Klaus; sin embargo, el anterior primer ministro Jan Fischer se mantendría provisionalmente al frente del gobierno hasta que Nečas pudiera presentar la lista de sus ministros para ser juramentados.
Finalmente el 13 de julio del 2010 el presidente Klaus pudo cumplir la formalidad constitucional de nombrar y juramentar a los ministros designados por Nečas, y el nuevo gobierno pudo entrar en funciones; con lo cual el anterior primer ministro Fischer cesó definitivamente y Nečas comenzó a ejercer plenamente el cargo de jefe de Gobierno.
El 10 de agosto del 2010 Nečas y su gobierno solicitaron el voto de confianza de la Cámara de Diputados de la República Checa; como estaba previsto los 118 diputados de los tres partidos del nuevo gobierno votaron a favor de otorgar la confianza, con lo que el gobierno presidido por Nečas quedó formalmente investido. Socialdemócratas y comunistas votaron en contra. Durante el debate previo a la votación parlamentaria Nečas planteó como prioridades del gobierno que presidiría la reducción del déficit presupuestario, la reforma de los sistemas de pensiones y de sanidad, la lucha contra la corrupción y mayor transparencia en las licitaciones públicas.

## Disolución del gobierno y una Nueva Mayoría Inestable
El 23 de abril del 2012 el gobierno checo de coalición de Nečas se disolvió como consecuencia de la división y desintegración del partido más pequeño de la coalición, el partido Asuntos Públicos. Aunque la facción disidente de ese partido se mantiene en el gobierno de Nečas, la facción oficial decidió pasarse a la oposición, por lo que el gobierno perdió la mayoría parlamentaria. Nečas anunció que intentará formar una nueva mayoría parlamentaria para mantener a su gobierno en el poder, pero sí no lo consigue deberán celebrarse elecciones parlamentarias adelantadas. El 27 de abril el gobierno de Nečas logró sobrevivir a una moción de confianza en el Parlamento al obtener el apoyo de 105 diputados de los 198 presentes en ese momento en la Cámara de Diputados; la nueva mayoría estaba conformada por todos los diputados del partido de Nečas, el Partido Democrático Cívico, y todos los del partido TOP 09, además de ocho diputados de la facción disidente de Asuntos Públicos e incluso tres diputados de la facción oficial de ese partido. El 3 de mayo de 2012 la facción disidente de Asuntos Públicos fundó un nuevo partido político llamado Liberal Demócratas (LIDEM son sus siglas) cuya líder es Karolína Peake; el nuevo partido ocupó el lugar que antes tuvo Asuntos Públicos en el gobierno de Nečas.   
Sin embargo, los partidos del gobierno de Nečas sufrieron una fuerte derrota en las elecciones regionales y para renovar parcialmente el Senado de la República Checa el 14 de octubre de 2012 y la victoria fue para los opositores socialdemócratas y comunistas. Esto debilitó aún más al gobierno Nečas, que veía su mayoría parlamentaria cada vez más reducida por deserciones; el 31 de octubre el gobierno perdió su mayoría parlamentaria al quedarse con sólo 99 diputados luego de que un parlamentario abandonara el partido de Nečas al negarse a apoyar las subidas de impuestos propuestas por el gobierno.
Pero el 5 de noviembre de 2012 Nečas consiguió ganar la reelección como líder del Partido Democrático Cívico en el Congreso del partido por dos años más. Nečas obtuvo los votos de 59% de los delegados del congreso, y aunque el 30% de los votos que obtuvo su principal rival, Ivan Fuksa, representan una señal del creciente descontento con su liderazgo dentro de su propio partido; su reelección le fortaleció para enfrentar a los diputados rebeldes que amenazaban con hacer caer su gobierno. El 7 de noviembre los diputados rebeldes se dieron por vencidos; algunos renunciaron a sus escaños, otros se comprometieron a respaldar las medidas económicas del gobierno y alguno prometió ausentarse durante la votación de las mismas, aparte de que algún diputado de Asuntos Públicos comprometió su respaldo. Así que de momento Nečas logró reunir de nuevo una mayoría de 105 diputados para aprobar las medidas fiscales y así poder mantenerse en el poder.

## Escándalo Personal y Caída del Gobierno
El 16 de junio de 2013 Nečas anunció que al día siguiente presentaría su renuncia como primer ministro y como líder de su partido; su dimisión (y por ende la de su gobierno) es consecuencia del escándalo de corrupción y espionaje que estalló unos días antes y en el que está involucrado el propio Nečas.
El 13 de junio de madrugada (hora local checa) agentes especiales de la Policía checa y miembros de la Fiscalía allanaron la oficina del Primer ministro y otros edificios, y procedieron a arrestar a varias personas, entre ellas Jana Nagyová, Jefa de Gabinete de Nečas y su mano derecha (y presuntamente su amante). La Fiscalía y la Policía investigaban la venta ilegal de bonos del Estado checo, y también el espionaje ilegal llevado a cabo por el Servicio de Inteligencia Militar checo contra algunas personas entre las que estaba la esposa de Nečas, Radka Nečasová; presuntamente la amante y asistente de Nečas, Jana Nagyová, habría ordenado a oficiales de la Inteligencia Militar espíar a la esposa del Primer ministro (de la que Nečas se está divorciando, según él mismo anunció públicamente recientemente). La revelación de este escándalo personal y de corrupción puso contra la pared al débil gobierno de coalición y finalmente obligó a Nečas a anunciar su abandono del poder. Efectivamente el 17 de junio de 2013 Nečas presentó su renuncia formal al Presidente de la República Checa, Miloš Zeman; Zeman le pidió a Nečas que permaneciera temporalmente en el cargo hasta que se nombre a su sucesor.